# Frantz Böckmann
Frantz Böckmann (* 10. Januar 1669 in Flensburg; † 2. April 1741 ebenda) war ein deutscher Kaufmann und Diplomat.

## Leben
Böckmann war Kaufmann und deputierter Bürger in Flensburg. Bekannt wurde er insbesondere durch seine Tätigkeit während der Kriegsereignisse 1713 im Großen Nordischen Krieg. Als Schweden zu Beginn des Jahres in die Herzogtümer Holstein und Schleswig einmarschierte, diente Böckmann als Abgesandter an den dänischen König Friedrich IV. und an den russischen Zaren Peter den Großen. Nach seinem eigenen Bericht, der wohl nur bedingt zuverlässig ist, sammelte er Trommler und Pfeifer rund um die Stadt und in der Marienhölzung. Auf ein verabredetes Zeichen hin begann das Trommeln und Pfeifen, so dass die schwedischen Besatzungstruppen Flensburgs die Stadt fluchtartig verließen, da sie davon ausgingen, dass dänische Truppen aus allen Richtungen auf die Stadt Flensburg vorrückten. 

## Werke
- Aufzeichnungen des Flensburger Bürgers Franz Böckmann, hauptsächlich über seine Unternehmungen im Januar 1713, mitgeteilt v. H. Hansen. In: Zeitschrift der Gesellschaft für Schleswig-Holstein-Lauenburgische Geschichte. Bd. 17 (1887), S. 105–157 (Digitalisat).

## Ehrungen
- Die Stadt Flensburg benannte 1914 eine Straße, den „Böckmannsgang“ nach Frantz Böckmann.